# Corbu (gmina Cătina)
Corbu – wieś w Rumunii, w okręgu Buzău, w gminie Cătina. W 2011 roku liczyła 799 mieszkańców.